# Antonio González Terol
Antonio Pablo González Terol, né le 23 août 1978 à Carthagène, est un homme politique espagnol, membre du Parti populaire (PP).
Il est élu député de la circonscription de Madrid lors des élections générales de décembre 2015.

## Biographie
Antonio González Terol étudie à l'ICAI et est ingénieur supérieur industriel. Il est marié et père de deux enfants.

### Carrière politique
En 2007, il devient membre de l'Assemblée de Madrid et le demeure pendant trois législatures jusqu'en 2016. Parallèlement, il est maire de Boadilla del Monte entre 2011 et 2019.
Le 20 décembre 2015, il est élu député pour Madrid aux Cortes Generales et réélu en juin 2016, ainsi qu'en avril et novembre 2019.
Depuis le 30 juillet 2018, il est secrétaire à la politique territoriale du Parti populaire.